# Arthur W. Aleshire
 Arthur William Aleshire (* 15. Februar 1900 bei Luray, Page County, Virginia; † 11. März 1940 in Springfield, Ohio) war ein US-amerikanischer Politiker. Zwischen 1937 und 1939 vertrat er den Bundesstaat Ohio im US-Repräsentantenhaus.

## Werdegang
Arthur Aleshire besuchte die öffentlichen Schulen seiner Heimat. 1912 kam er mit seinen Eltern nach Ohio, wo sich die Familie auf einer Farm nahe Springfield niederließ. In den Jahren 1921 und 1922 arbeitete er für eine Eisenbahnexpressfirma und danach bis 1923 auf einer Milchfarm. Durch einen in diesem Jahr erlittenen Unfall wurden seine Beine gelähmt. Fortan war er auf einen Rollstuhl angewiesen. In den folgenden Jahren betrieb er bei Springfield eine Tankstelle und einen Lebensmittelladen. Politisch wurde er Mitglied der Demokratischen Partei.
Bei den Kongresswahlen des Jahres 1936 wurde Aleshire im siebten Wahlbezirk von Ohio in das US-Repräsentantenhaus in Washington, D.C. gewählt, wo er am 3. Januar 1937 die Nachfolge des Republikaners Leroy T. Marshall antrat. Da er im Jahr 1938 nicht bestätigt wurde, konnte er bis zum 3. Januar 1939 nur eine Legislaturperiode im Kongress absolvieren. Während dieser Zeit wurden dort weitere New-Deal-Gesetze der Bundesregierung unter Präsident Franklin D. Roosevelt verabschiedet.
Nach dem Ende seiner Zeit im US-Repräsentantenhaus nahm Arthur Aleshire seine früheren Tätigkeiten wieder auf. Er starb am 11. März 1940 in Springfield, wo er auch beigesetzt wurde.